# Honoré Daumier
Honoré Victorin Daumier (ur. 26 lutego 1808 w Marsylii, zm. 10 lutego 1879 w Valmondois) – francuski malarz, grafik, rysownik i rzeźbiarz. Jeden z wybitniejszych przedstawicieli realizmu XIX wieku.

## Życiorys
Honoré Victorin Daumier był trzecim dzieckiem Jeana-Baptiste’a Daumiera i Cecile Catherine Philip. Ojciec jego, który był z zawodu szklarzem, miał wysokie aspiracje literackie. W 1814 roku przeniósł się do Paryża, gdzie opublikował zbiór wierszy. Mimo pozytywnego przyjęcia, Jean-Baptiste Daumier był w końcu zmuszony do przyjęcia pracy urzędnika bankowego. Ponieważ sytuacja finansowa rodziny nie była najlepsza, 12-letni Honore przerwał naukę i został gońcem u notariusza, a następnie sprzedawcą w księgarni. Przez cały czas pobierał lekcje rysunku. W 1822 wykonał swoje pierwsze litografie i zatrudnił się w wydawnictwie specjalizującym się w grafice. Szybko osiągnął uznanie jako litograf. Współpracował z czasopismem „La Silhouette”. Po rewolucji 1830 roku Daumier został zatrudniony przez Charlesa Philipona w tygodniku „La Caricature”. Jego litografie przynosiły coraz większy rozgłos. Od 1845 mieszkał na Wyspie Świętego Ludwika, w centrum Paryża. 16 kwietnia 1846 roku poślubił Marie Alexandrine Dassy. W 1848 roku wziął udział w konkursie na obraz upamiętniający zwycięstwo Republiki. Jego szkic Republika był jednym z dziewiętnastu wybranych obrazów. W roku 1848 otrzymał państwowe zamówienia na dwa obrazy religijne. W latach pięćdziesiątych XIX wieku coraz więcej czasu poświęcał malarstwu, rysowaniu i rzeźbieniu. Malarstwo zapewniało mu skromne i nieregularne dochody. Był zmuszony do opuszczenia Wyspy Świętego Ludwika. Ostatecznie zamieszkał w Valmondois, w domu podarowanym mu przez przyjaciela Jeana Baptiste’a Camille’a Corota. Od 1863 roku ponownie pracował w piśmie Chaivari. W roku 1872, ze względu na pogarszający się wzrok, zrealizował swoje ostatnie litografie i obrazy. Od tego czasu jego sytuacja finansowa była coraz gorsza. W 1877 została mu przyznana niewysoka renta państwowa. 8 lutego 1879 dostał wylewu i umarł po trzech dniach w Valmodois.

## Twórczość

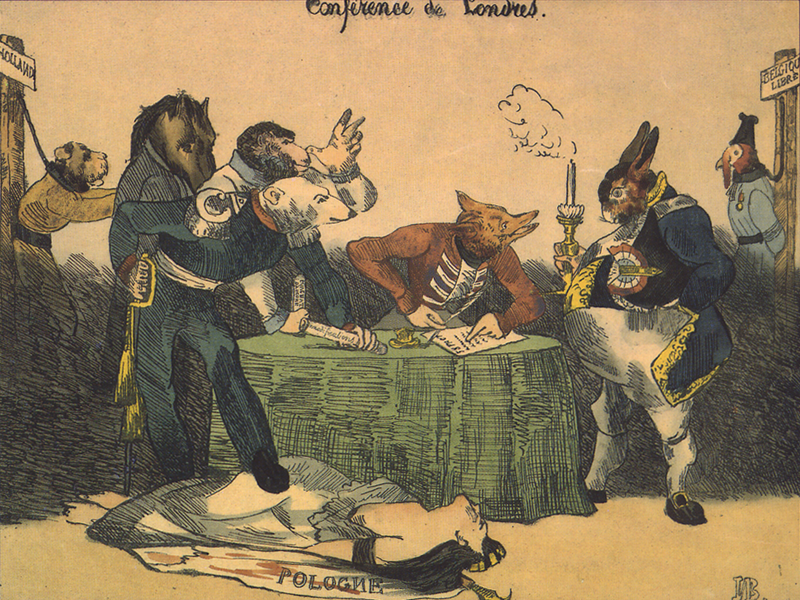
Karykatura polityczna z 1832. Nawiązanie do konferencji w Londynie, prowadzonej przez francuskiego ambasadora Talleyranda, podczas której zdecydowano o granicach Belgii, Luksemburga i Holandii. Poszczególne postaci reprezentują państwa: koń – Prusy, niedźwiedź polarny – Rosja, małpa – Austria, lis – Wielka Brytania, zając – Francja, indyk w tle – Belgia, pies w tle – Holandia, trup kobiety na podłodze – Polska

Należał do artystów, wykorzystujących z jak największą swobodą najróżniejsze techniki. Z jednakowym mistrzostwem wypowiadał się w litografii, rzeźbie i rysunku. Za życia artysty najważniejsze miejsce zajmowało jego dzieło litograficzne (cykle satyryczne o charakterze obyczajowym: Robert Macaire (1836-38), Typy paryskie (1839-42), Z historii starożytnej (1842), Bas-Bleus (1844), Obyczaje małżeńskie (1838-39), Ludzie palestry (1845-49), Profesorowie i uczniowie (1845-46) oraz politycznym: Przedstawiciele przedstawieni, Sielanki parlamentarne, Fizjonomie Zgromadzenia Narodowego, Aktualności).
W chwili obecnej uwagę przyciąga jednak przede wszystkim jego twórczość malarska. Daumier-litograf dał się poznać jako zjadliwy karykaturzysta polityczny i niezastąpiony badacz obyczajów swojej epoki. Jego dzieło malarskie posiadało zupełnie inny wymiar, gdyż w mniejszym stopniu skupione było na aktualnych wydarzeniach. Dążył przede wszystkim do zachowania przy życiu, odnowienia i przedłużenia tradycji.
Pierwszymi rzeźbami jakie przyniosły mu rozgłos, były popiersia-karykatury jakie wykonał na prośbę Charlesa Philipona. Popiersia znanych polityków, wykonane w glinie, wystawione były w witrynie gazety La Caricature. Najbardziej znaną rzeźbą jest posążek Ratapoil, oraz płaskorzeźba Emigranci. Mimo tak skromnego dorobku, ich wyjątkowa jakość wystarcza, by zapewnić Daumierowi odpowiednią pozycję, również jako rzeźbiarza.
Daumier był podziwiany przez bardzo wielu malarzy i rzeźbiarzy m.in.: Maneta, Picassa, Pissarra, van Gogha, Toulouse-Lautreca, Auguste Rodina, Alberto Giacomettiego i wielu innych.

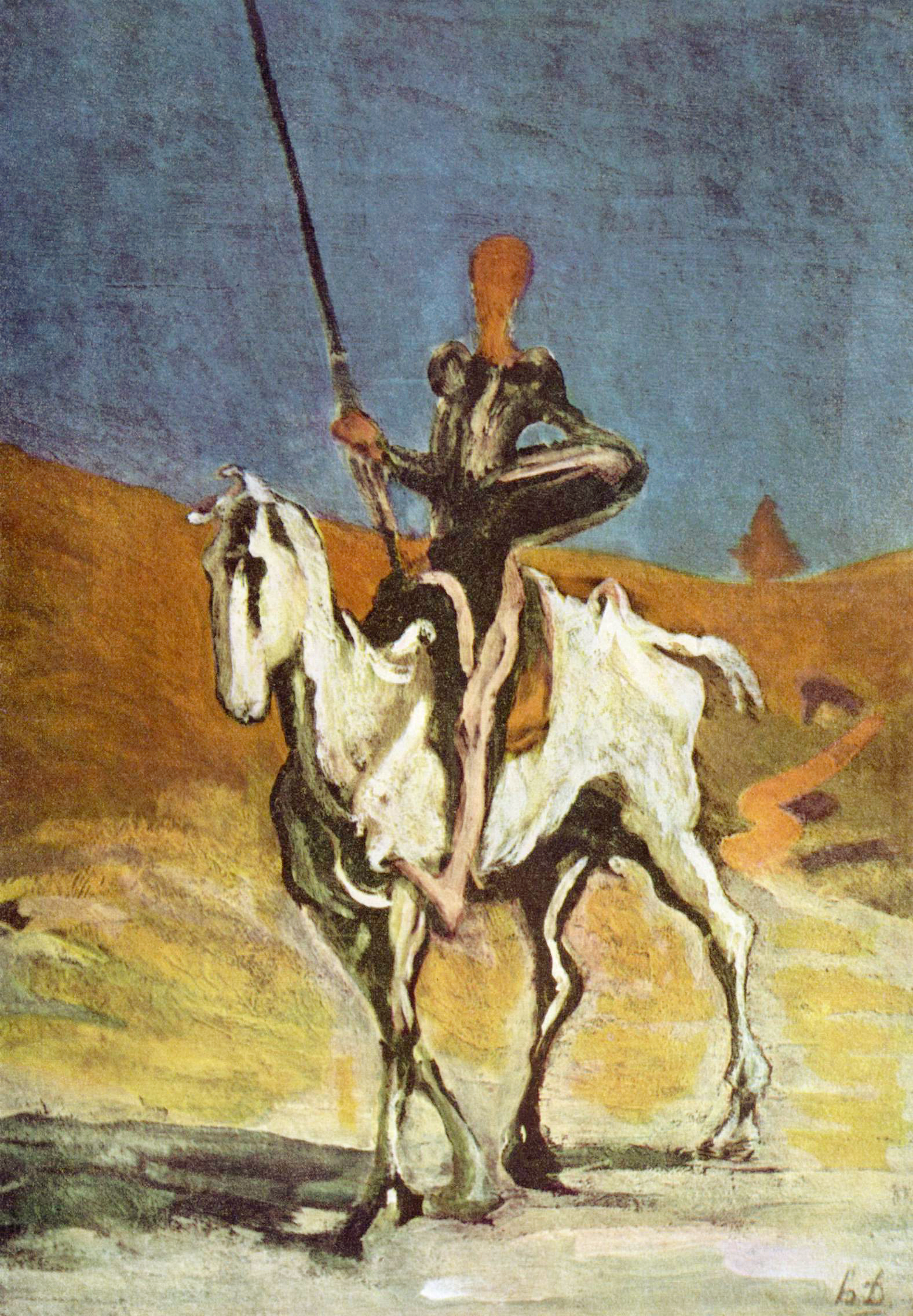
Don Kichot (1865-1870)

## Kalendarium
- 1830 – Daumier opublikował swoje pierwsze karykatury polityczne.
- 1832 – za karykaturę Gargantua został skazany na sześć miesięcy pozbawienia wolności.
- 1833 – rozpoczął długą i owocną współpracę z pismem satyrycznym Le Charivari.
- 1846 – 2 lutego przyszedł na świat syn Daumiera; 16 kwietnia tegoż roku poślubił Marie-Alexandrine Dassy, matkę dziecka.
- 1848 – szkic Republika wyznacza oficjalne rozpoczęcie przez Daumiera kariery malarskiej.
- 1853 – od tej daty Daumier utrzymywał bliskie stosunki z malarzami z Barbizon.
- 1857 – Charles Baudelaire opublikował pochwalny tekst na temat jego sztuki
- 1867 – Daumier zaczął tracić wzrok; był prawie całkowicie niewidomy podczas trzech ostatnich lat życia.
- 1878 – Paul Durand-Ruel zorganizował pierwszą wystawę retrospektywną twórczości malarskiej Daumiera (94 obrazy i 200 rysunków).

## Dzieła

### Grafika
| nr | tytuł           | czas powstania | technika i wymiary         | miejsce przechowywania | ilustracja |
| 1. | Gargantua       | 1831           | litografia, 21,4 × 30,5 cm |                        |            |
| 2. | Rue Transnonain | 1834           | litografia, 33,9 × 46,5 cm |                        |            |

### Malarstwo
| nr | tytuł                        | czas powstania | technika i wymiary              | miejsce przechowywania              | ilustracja |
| 1. | Lunatycy                     | 1838-40        | olej na desce, 28 × 19 cm       | National Museum of Wales, Cardiff   |            |
| 2. | Żebracy                      | ok. 1843       | olej na płótnie, 59,5 × 73,5 cm | National Gallery of Art, Waszyngton |            |
| 3. | Wyjście ze szkoły            |                | olej na desce, 40 × 31 cm       | kolekcja prywatna, Paryż            |            |
| 4. | Maria Magdalena              |                | olej na płótnie, 41 × 33 cm     | kolekcja prywatna, Paryż            |            |
| 5. | Kąpiąca się młoda dziewczyna |                | olej na płótnie, 33 × 24,5 cm   | kolekcja P. Lévy, Troyes            |            |
| 6. | Młynarz, jego syn i osioł    | 1849           | olej na desce, 130 × 97 cm      | Art Gallery and Museum, Glasgow     |            |
| 7. | Ecce homo                    | 1850           | olej na płótnie, 163 × 130 cm   | Museum Folkwang, Essen              |            |
| 8. | Melodramat                   | 1860           | olej na płótnie, 97,5 × 90,4 cm | Nowa Pinakoteka, Monachium          |            |